# Heinrich Wagner (Historiker)
Heinrich Wagner (* 31. Mai 1945 in Oberhannsdorf, Landkreis Glatz, Provinz Niederschlesien; † 27.  Juni 2024 in München) war ein vornehmlich auf dem Gebiet der mainfränkischen Geschichte des Mittelalters wissenschaftlich tätiger Gelehrter, der zur Kirchen- und Adelsgeschichte der Region grundlegende Werke publiziert hat. Hauptberuflich war er Oberstudienrat für Geschichte und Englisch am Martin-Pollich-Gymnasium in Mellrichstadt.

## Akademische Laufbahn
Wagner wurde 1976 bei Otto Meyer in Würzburg  mit einer Arbeit über die Geschichte des Klosters Bildhausen im Mittelalter promoviert.

## Tätigkeitsfeld
Zwischen 1976 und 2019 hat Wagner mehr als 100 Veröffentlichungen zur mittelalterlichen Kirchen- und Adelsgeschichte Mainfrankens und seiner Nachbarräume vorgelegt. Schwerpunkte seiner Forschungen lagen auf dem Bistum und Hochstift Würzburg, den Klöstern Bildhausen und Wechterswinkel sowie den Grafen von Henneberg. Als freier Mitarbeiter war er u. a. für den Historischen Atlas von Bayern, die Germania Benedictina und das Pfalzenrepertorium tätig.
Von 1990 bis 2021 war er 2. Vorsitzender des Hennebergisch-Fränkischen Geschichtsvereins. Bei seinem Ausscheiden wurde er zum Ehrenmitglied ernannt. 1982 war er als Wahlmitglied in die Gesellschaft für fränkische Geschichte berufen worden.
Bekanntheit in Fachkreisen erlangte er darüber hinaus durch seine etwa 300 Rezensionen (vor allem im Jahrbuch des Hennebergisch-Fränkischen Geschichtsvereins, den Würzburger Diözesangeschichtsblättern und dem Mainfränkischen Jahrbuch für Geschichte und Kunst).
Auf lokaler Ebene fand seine Tätigkeit als Herausgeber von und Beiträger zu Ortschroniken in seinem Heimatlandkreis Rhön-Grabfeld Anerkennung.

## Veröffentlichungen (Auswahl)
- Geschichte der Zisterzienserabtei Bildhausen im Mittelalter (– 1525) (= Mainfränkische Studien. Band 15, ISSN 1612-4286). Freunde Mainfränkischer Kunst und Geschichte u. a., Würzburg 1976 (Zugleich: Würzburg, Univ., Diss., 1976).
- Zur Frühzeit des Bistums Würzburg. Teil 1. In: Mainfränkisches Jahrbuch für Geschichte und Kunst. Band 33, ISSN 0076-2725 = Archiv des historischen Vereins für Unterfranken und Aschaffenburg. Band 104, 1981, S. 95–121.
- Neustadt a. d. Saale (= Historischer Atlas von Bayern. Teil: Franken. Reihe 1, Heft 27). Kommission für bayerische Landesgeschichte bei der Bayerischen Akademie der Wissenschaften, München 1982, ISBN 3-7696-9929-7 (Digitalisat).
- Die Äbte des Klosters Neustadt am Main im Mittelalter. In: Würzburger Diözesangeschichtsblätter. Band 46, 1984, ISSN 0342-3093, S. 5–60.
- Regesten der Zisterzienserabtei Bildhausen 1158–1525 (= Quellen und Forschungen zur Geschichte des Bistums und Hochstifts Würzburg. Band 37). Schöningh, Würzburg 1987, ISBN 3-87717-040-4.
- Mellrichstadt (= Historischer Atlas von Bayern. Teil: Franken. Reihe 1, Heft 29). Kommission für bayerische Landesgeschichte u. a., München  1992, ISBN 3-7696-9946-7.
- Das Urkundenverzeichnis des Klosters Aura a. d. Saale von 1556. In: Würzburger Diözesangeschichtsblätter. Band 47, 1985, S. 107–148.
- Zur Frühzeit des Bistums Würzburg. Teil 2. In: Würzburger Diözesangeschichtsblätter. Band 48, 1986, S. 111–131.
- Herkunft und Frühzeit der Grafen von Henneberg. In: Jahrbuch des Hennebergisch-Fränkischen Geschichtsvereins. 1990.
- Die Zehntenschenkung Pippins für Würzburg (751/2). In: Jürgen Lenssen, Ludwig Wamser (Hrsg.): 1250 Jahre Bistum Würzburg. Archäologisch-historische Zeugnisse der Frühzeit. Begleitband zur Ausstellung im Marmelsteiner Kabinett vom 29. Mai bis 26. Juli 1992. Echter, Würzburg 1992, ISBN 3-429-01444-1, S. 35–38.
- Die Hedene, die hl. Bilhildis und die Erstnennung von Bamberg. In: Würzburger Diözesangeschichtsblätter. Band 61, 1999, S. 13–50.
- Zur Neustädter Privilegienfrage. In: Archiv für Diplomatik. Band 46, 2000 ISSN 0066-6297, S. 49–154.
- Die Würzburger Bischöfe 741–842. In: Würzburger Diözesangeschichtsblätter. Band 65, 2003, S. 17–43.
- Bonifatiusstudien [Quellen und Forschungen zur Geschichte des Bistums und Hochstifts Würzburg. Band 60]. Schöningh, Würzburg 2003, ISBN 3-87717-066-8.
- als Hrsg. mit Joachim Zeune: Das Salzburgbuch. Stadt Bad Neustadt, Bad Neustadt 2008, ISBN 978-3-939959-04-5.
- Kissingen (= Historischer Atlas von Bayern. Teil: Franken. Reihe 1, Heft 36). Kommission für bayerische Landesgeschichte u. a., München  2009, ISBN 978-3-7696-6857-5.
- Urkunden und Regesten des Frauenklosters Wechterswinkel (Quellen und Forschungen zur Geschichte des Bistums und Hochstifts Würzburg. Band 70). Schöningh, Würzburg 2015, ISBN 978-3-87717-076-2.
- Genealogie der Grafen von Henneberg (Sonderveröffentlichungen des Hennebergisch-Fränkischen-Geschichtsvereins Band 33). Kloster Veßra/Meiningen/Münnerstadt 2016, ISBN 978-3-942112-21-5.